# サハラッタナナコーン工業団地
サハラッタナナコーン工業団地 (タイ語:นิคมอุตสาหกรรมสหรัตนนคร、英語：Saha Rattana Nakorn Industrial Estate）は、タイのタイ工業団地公社が管理する工業団地の一つ。タイ中部アユタヤ県に位置する。1994年に開設。

## 概要
バンコクにも近く、かつ豊富な工業用純水を供給できることから、自動車部品、電機・電子部品や食料品などを生産する日系企業も多く入居している。

## 管理事務所所在地
アユタヤ県 ナコーンルワン郡 タムボン･バーンプラクルー、 ムー4、103 
（103 หมู่ 4 ต.บางพระครู อ.นครหลวง พระนครศรีอยุธยา 13260） 
- 各地からの距離
  - バンコクより90km
  - ドンムアン空港より70km
  - クローントゥーイ港より100km
  - スワンナプーム国際空港より130km

## 用地
- 用地面積 - 総面積 328ha 第一フェーズ 230.5ha（内訳は一般工業区 138.8ha、住宅・商業用区 6ha、公共インフラ設備/施設区 85.7ha など）

## 施設
- 水道水：5箇所の井戸。生産能力は11,960㎥/日。給水能力は4,700㎥/日。
- 電力：地方発電公社。電力供給能力が80メガボルトアンペア。電圧は22キロボルト。
- 電話：1,000回線 （TOT社とTT&T社）
- 廃水処理 ：処理能力は一日当り8,000㎥。
- ごみ焼却：一時間当たり500kgの焼却が可能
- 道路：幹線道路は幅員40m（4車線）。補助幹線道路は幅員28m（2車線）。小道路幅員12m（2車線）。
- 地質:11-14mの岩盤があり、1㎡あたり30-50ｔの加重に耐ええる。
- タイ工業団地公社本部およびサハラッタナナコーン工業団地事務所にてワンストップサービスセンター（OSOS）がある。

## 洪水
（工業団地の被災についてはタイ工業団地公社の2011年タイ北部・中部地域及びバンコク都における降雨・洪水被害の項を参照）
水へのアクセスが良い一方で洪水対策は懸案となっており、工業団地では毎年多くの資金を投入し、洪水を防いで来た経験を持つ。しかし2011年7月から続くタイ北部の大雨によりアユタヤ県内でも洪水が発生し、10月4日には工業団地内でも冠水した。タイ工業団地公社は団地内への立ち入りを禁止し、団地内の48企業の工場が操業を停止した。

## 関連事項
- 工業省 (タイ)
- タイ工業団地公社